# Gentile da Fabriano (Schiff)
Die Gentile da Fabriano war ein 1962 in Dienst gestelltes Passagierschiff der italienischen Linee Marittime dell’Adriatico, das für die Reederei bis 1983 im Einsatz stand. Seit 1987 fuhr sie als Kreuzfahrtschiff unter dem Namen Galapagos Explorer in den Gewässern der Galapagosinseln, ehe sie am 6. Januar 1996 vor Puerto Baquerizo Moreno auf Grund lief und sank.

## Geschichte
Die Gentile da Fabriano wurde am 9. August 1961 unter der Baunummer 64 in der Werft der Nuovi Cantieri Apunia in Marina di Carrara auf Kiel gelegt und lief am 11. März 1962 vom Stapel. Nach der Ablieferung an die Linee Marittime dell’Adriatico im Juni 1962 nahm sie den Liniendienst von Triest über Venedig, Rimini, Ancona, Pula, Rijeka, Zadar, Šibenik und Split nach Dubrovnik auf, konnte aber auch für Kreuzfahrten genutzt werden. Ihr Schwesterschiff war die ebenfalls 1962 in Dienst gestellte und 1980 zu einem Forschungsschiff umgebaute Andrea Mantegna.
Die Gentile da Fabriano blieb 12 Jahre lang im Liniendienst und stand ab 1971 in den Sommermonaten zudem für Ausflugsreisen nach Dalmatien im Einsatz. Sie konnte im Liniendienst 136 Passagiere befördern, bei den Ausflugsfahrten erhöhte sich die Zahl auf bis zu 600 Passagiere. Im Laderaum konnten 14 PKW transportiert werden. 1983 ging das Schiff in den Besitz der griechischen Attika Shipping Company über und fuhr in den folgenden vier Jahren unter dem Namen Attika.
1987 wurde die Attika an die Elektromasch GmbH & Candros SA in Ecuador verkauft und zu einem reinen Kreuzfahrtschiff umgebaut. Unter dem Namen Galapagos Explorer stand sie nun für Expeditionskreuzfahrten zu den Galapagosinseln im Einsatz. In den folgenden Jahren wechselte das Schiff noch zweimal den Betreiber: 1990 fuhr es kurzzeitig für Macchiavello Tours und ging im selben Jahr an Viajes Galaexplor. Beide Unternehmen waren in Guayaquil ansässig.
Am 6. Januar 1996 lief die Galapagos Explorer während einer Kreuzfahrt vor Puerto Baquerizo Moreno auf Grund und sank nach Wassereinbruch im seichten Gewässer.